# Hjo (gemeente)
Hjo is een Zweedse gemeente in Västergötland. De gemeente behoort tot de provincie Västra Götalands län. Ze heeft een totale oppervlakte van 587,4 km² en telde 8822 inwoners in 2004.

## Plaatsen en Inwoneraantal (2005)
- Hjo (stad) 6075
- Korsberga (Västergötland) 236
- Blikstorp 206
- Korsgården 61
- Gate (Hjo) 59